# Sessilia
Ordre
Sessilia est un ordre de crustacés cirripèdes sessiles, qui regroupe des animaux à coquille dure appelés « balanes ».

## Liste des sous-ordres et familles
Selon World Register of Marine Species (23 février 2016) :
- sous-ordre Balanomorpha
  - famille Archaeobalanidae Newman & Ross, 1976
  - famille Austrobalanidae Newman & Ross, 1976
  - famille Balanidae Leach, 1806
  - famille Catophragmidae Utinomi, 1968
  - famille Chelonibiidae Pilsbry, 1916
  - famille Chionelasmatidae Buckeridge, 1983
  - famille Chthamalidae Darwin, 1854
  - famille Coronulidae Leach, 1817
  - famille Pachylasmatidae Utinomi, 1968
  - famille Platylepadidae Newman & Ross, 1976
  - famille Pyrgomatidae Gray, 1825
  - famille Tetraclitidae Gruvel, 1903
  - famille Waikalasmatidae Ross & Newman, 2001
- sous-ordre Verrucomorpha
  - famille Neoverrucidae Newman, 1989, in Hessler & Newman, 1989
  - famille Proverrucidae Newman, 1989, in Hessler & Newman, 1989 †
  - famille Verrucidae Darwin, 1854

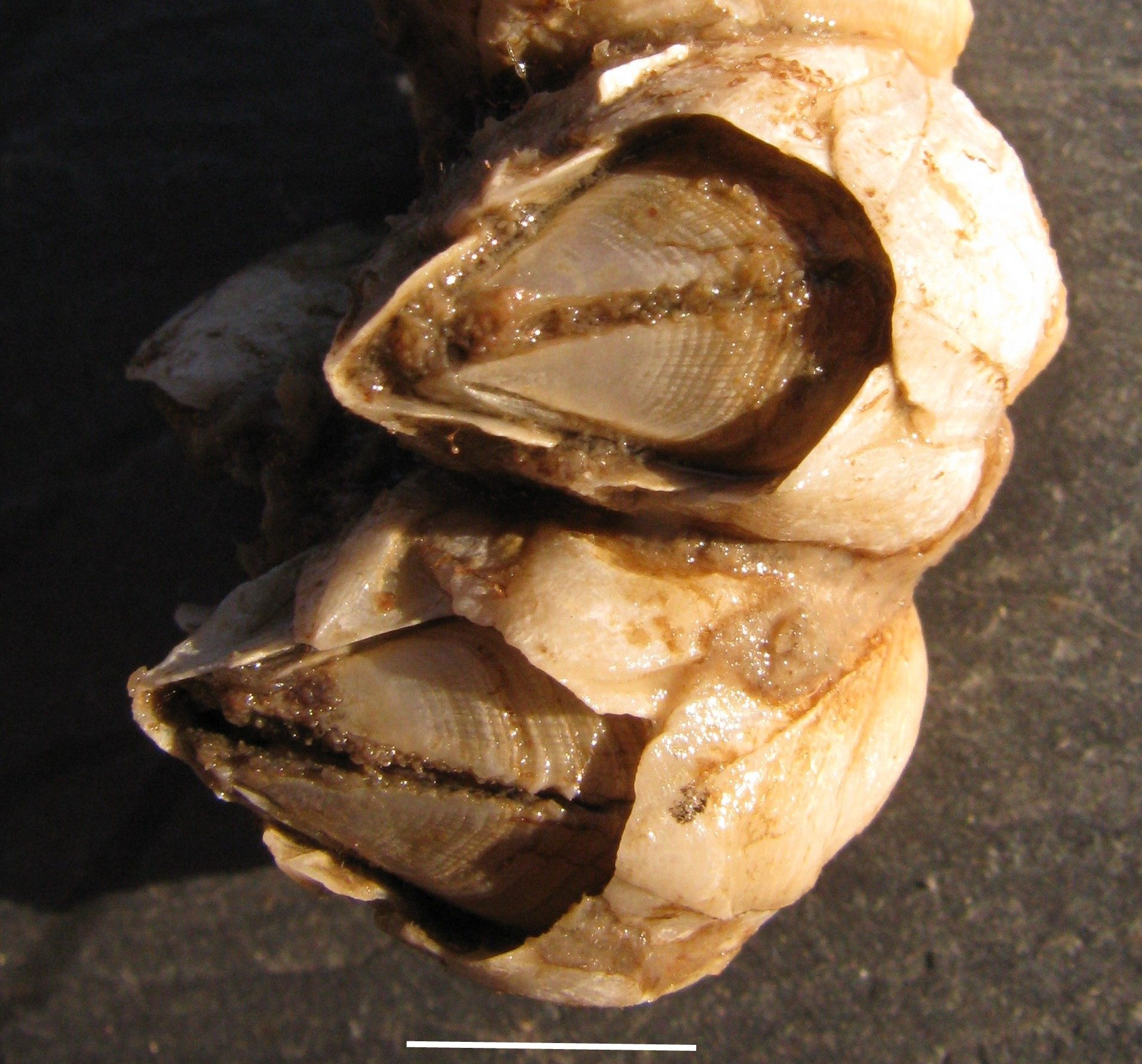
Balanus eburneus
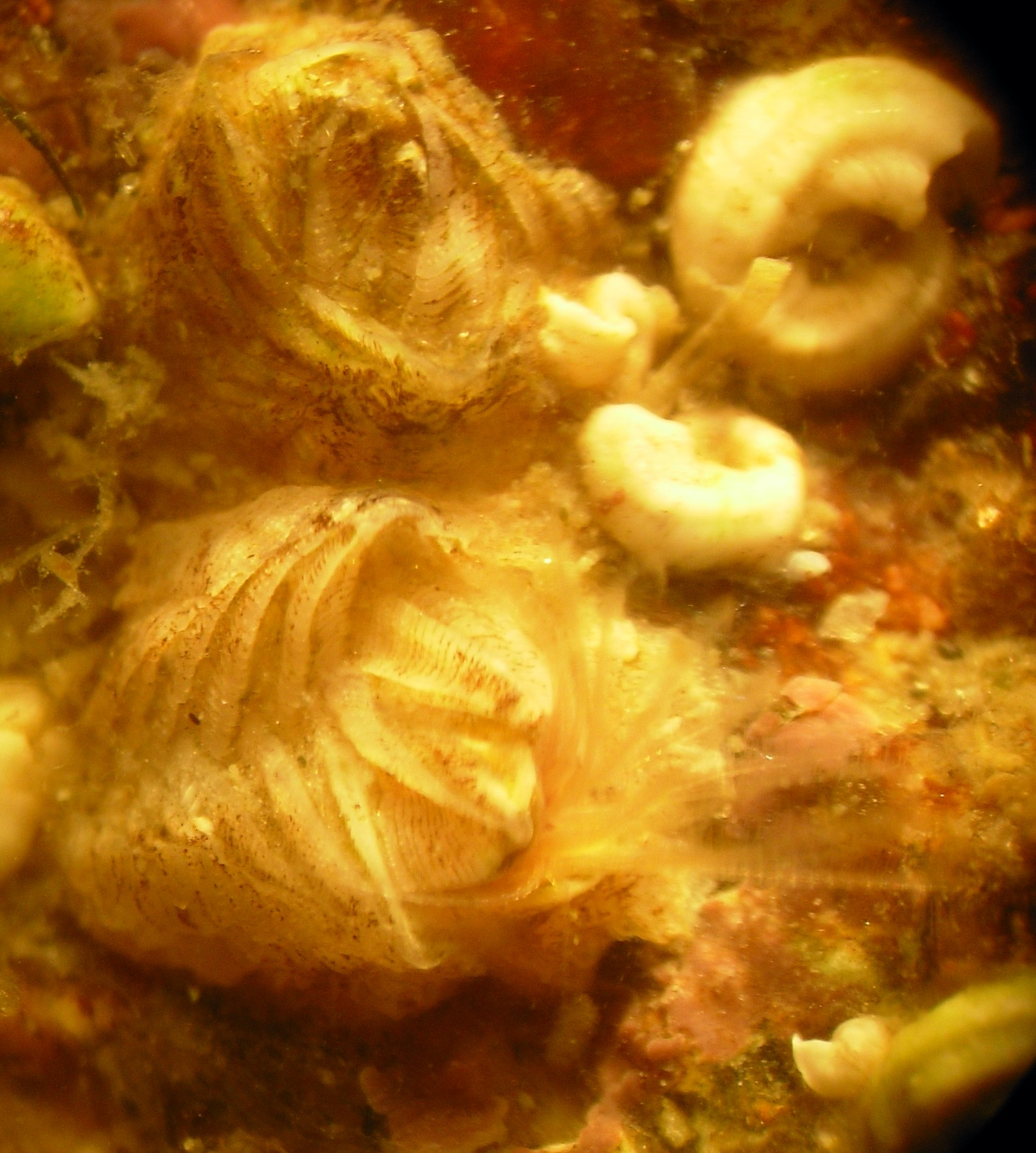
Verruca stroemia